# Cearensiskt skrik
Cearensiskt skrik eller burop (brasiliansk portugisiska: vaia cearense [ˈvajɐ siaˈɾẽsi]) är ett karaktäristiskt skrik med ursprung i Fortaleza i Ceará i Brasilien. Skriket har blivit en symbol för Ceará. Det används för att uttrycka glädje, missnöje eller förakt. På portugisiska brukar det skrivas ut iiiiiêêêi (uttal: [ˈiˈej]).

## Ursprung
Ceará och hela nordöstra Brasilien drabbas återkommande av torrperioder. Människors liv präglas till stor del av det torra klimatet och regnet är livsviktigt för överlevnad. När man i Ceará talar om ’vackert väder’ menar man molnigt och regn.

I slutet av januari 1942 hade regnet äntligen kommit tillbaka efter en längre tids torka. Tre dagar i följd hade det regnat. Den 30 januari hade ett antal personer samlats på torget Praça do Ferreira i centrala Fortaleza för att se om regnvädret skulle hålla i sig. 

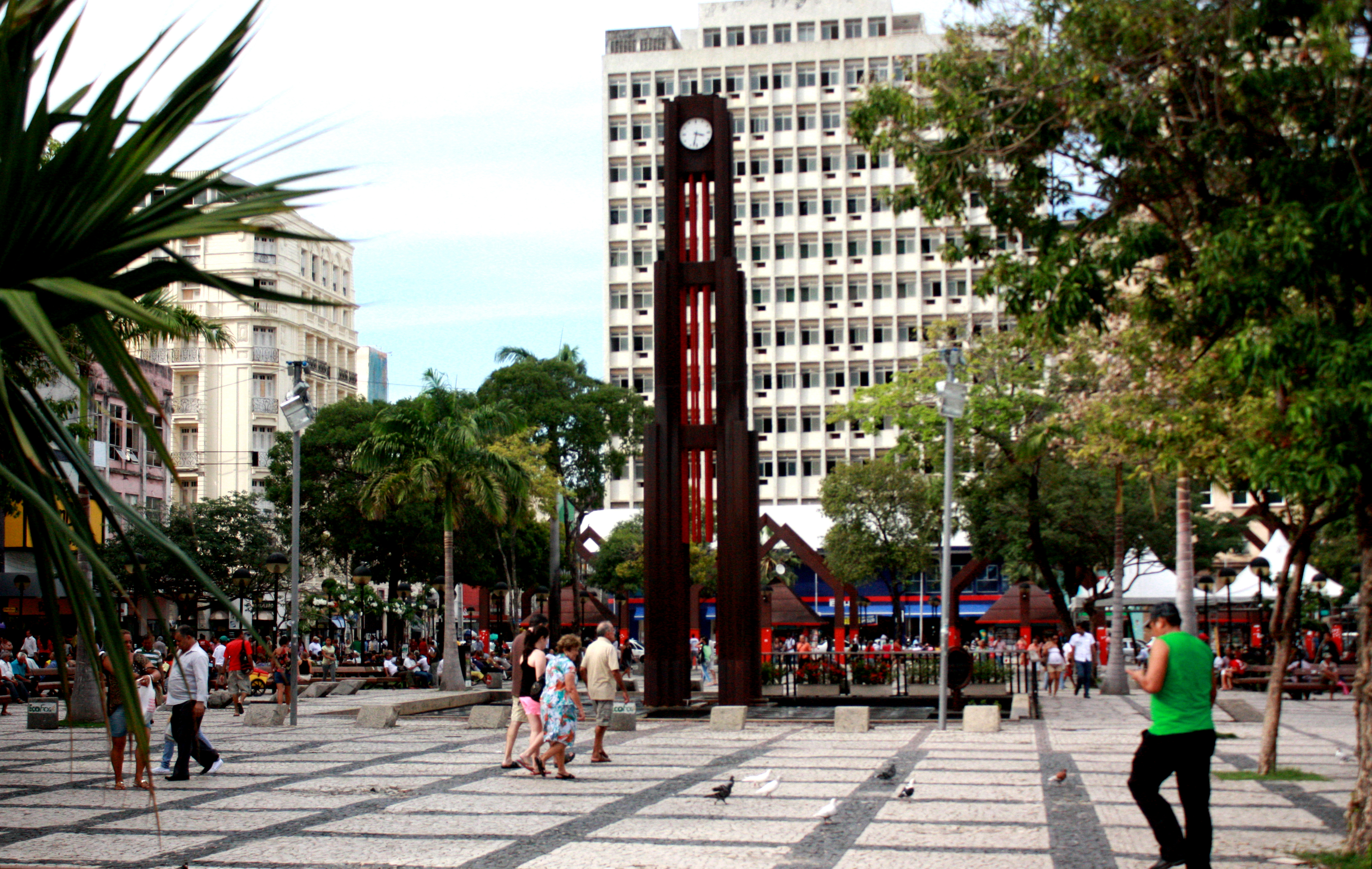
Praça do Ferreira, Fortaleza, Ceará

 På morgonen var det mulet även denna dag men snart skingrades molnen och solen återvände. I frustration började de samlade människorna på torget skrika och bua åt solen för att uttrycka sitt missnöje.
Händelsen på torget med personerna som buade åt solen blev genast en rolig historia. Berättelsen började spridas och det skrevs till och med en teaterpjäs, Dagen då cearensarna buade åt solen av Gilmar de Carvalho. 
Efter hand har buropet, eller skriket, blivit en symbol för Ceará och ett uttryck för hur cearensarna hanterar svårigheter och motgångar – med respektlöshet och gott humör.

## Symbol för Ceará
Idag räknas skriket som inofficiellt kulturarv, typiskt för den cearensiska identiteten. Det används numera mer mångsidigt och kan uttrycka både positiva och negativa känslor, allt ifrån glädje och förvåning till frustration och missnöje. Skriket är även ett sätt för personer från Ceará att få kontakt. De kan var som helst i världen, i till exempel en folksamling på ett torg eller ett publikhav på en konsert, identifiera varandra och träffas via skriket.
I populärkulturen förekommer skriket frekvent, i till exempel musik och humorshower men även vid manifestationer, demonstrationer och sportevenemang.
Komikern Rossicléa har gjort det till sin uppgift att lära ut hur ett äkta cearensiskt skrik ska låta och användas.
President Jair Bolsonaro har vid framträdanden i Ceará försökt sig på ett cearensiskt skrik.